# Centrogenys
Centrogenys is een monotypisch geslacht van straalvinnige vissen uit de familie van valse schorpioenvissen (Centrogenyidae).

## Soort
- Centrogenys vaigiensis (Quoy & Gaimard, 1824)